# Damien Birkinhead
Damien Birkinhead (* 8. April 1993 in Geelong) ist ein australischer Leichtathlet, der sich auf das Kugelstoßen spezialisiert hat.

## Sportliche Laufbahn
Erste internationale Erfahrungen sammelte Damien Birkinhead bei den Jugendweltmeisterschaften 2009 in Brixen, bei denen er mit 17,99 m in der Qualifikation ausschied. 2010 nahm er an den erstmals ausgetragenen Olympischen Jugendspielen in Singapur teil und belegte dort mit 20,55 m den vierten Platz. 2012 gewann er bei den Juniorenweltmeisterschaften in Barcelona mit 21,14 m die Bronzemedaille hinter dem Neuseeländer Jacko Gill und dem Polen Krzysztof Brzozowski. 2014 nahm er zum ersten Mal an den Commonwealth Games in Glasgow teil und belegte dort mit 19,59 m den fünften Rang.
2016 qualifizierte sich Birkinhead für die Olympischen Spiele in Rio de Janeiro, bei denen er mit 20,45 m im Finale den zehnten Platz erreichte. 2017 folgte das Aus in der Qualifikation der Weltmeisterschaften in London mit 19,90 m. Bei den Hallenweltmeisterschaften in Birmingham belegte er mit 19,11 m Rang 16. Anfang April nahm er erneut an den Commonwealth Games im australischen Goald Coast teil und belegte dort mit 20,77 m erneut den fünften Platz.
Zwischen 2012 und 2018 wurde Birkinhead jedes Jahr australischer Meister im Kugelstoßen. Er ist Absolvent der Deakin University in Geelong.

## Bestleistungen
- Kugelstoßen: 21,35 m, 28. August 2017 in Zagreb (Australischer Rekord)
  - Kugelstoßen (Halle): 19,11 m, 3. März 2018 in Birmingham